# Enfant posthume
Un enfant posthume est un enfant né après le décès de son père ou, très exceptionnellement, après le décès de sa mère.

## Enfants posthumes célèbres

### Argéades
- Alexandre IV, roi de Macédoine.

### Capétiens
- Alphonse XIII, roi d'Espagne puis prétendant au trône de France.
- Henri d'Artois, prétendant au trône de France.
- Jean Ier le Posthume, roi de France et de Navarre.

### Carolingiens
- Charles III le Simple, roi des Francs.

### Maison de Hauteville
- Constance de Hauteville[1] (1154-1198), mère de Frédéric II (empereur des Romains), née 8 mois et 1/2 après la mort de son père.

### Maison Tudor
- Henri VII, roi d'Angleterre.

### Maison de Médicis
- Jules de Médicis, élu pape sous le nom de Clément VII.

"Enfants posthumes" du Titanic, notamment :  
• John Jacob Astor VI (1912-1993) ;
• Betty Phillips (née le 11 janvier 1913).